# マメルクス・アエミリウス・レピドゥス・リウィアヌス
マメルクス・アエミリウス・レピドゥス・リウィアヌス（ラテン語: Mamercus Aemilius Lepidus Livianus、紀元前121年頃 - 紀元前61年頃）は紀元前1世紀初期・中期の共和政ローマの政治家。紀元前77年に執政官（コンスル）を務めた。

## 出自
レピドゥス・リウィアヌスは富裕で知られたプレブス（平民）であるリウィウス氏族に生まれた。実父はマルクス・リウィウス・ドルススはガイウス・センプロニウス・グラックスの護民官時代の同僚であり（紀元前123年）、紀元前112年には執政官、紀元前109年にはケンソル（監察官）を務めている。母はパトリキ（貴族）のコルネリウス氏族の出身であった。実弟のマルクス は紀元前91年に護民官を務めている。女きょうだいのリウィアはクィントゥス・セルウィリウス・カエピオと、続いてマルクス・ポルキウス・カト・サロニアヌスと結婚し、マルクス・ポルキウス・カト・ウティケンシス（小カト）を産んだ。マルクス・ユニウス・ブルトゥスの祖母にもあたる。
レピドゥス・リウィアヌスはパトリキのアエミリウス氏族へ養子に入った。カピトリヌスのファスティには養父のプラエノーメン（第一ナ、個人名）がマメルクスであることは記されているが、それ以外は不明である。歴史学者F. ミュンツァーは、養父は無名の人物と考えているが、G. サムナー と K. セッティパーニは、カピトリヌスのファスティのマメルクスは間違いで、養父は紀元前126年の執政官マルクス・アエミリウス・レピドゥスであったと考えている。

## 経歴

### 青年期
リウィアヌスの政治歴と、当時のコルネリウス法で定められた官職就任の年齢規定を考慮すると、リウィアヌスの生年は遅くとも紀元前121年ということになる。サッルスティウスの『歴史』には、リウィアヌスは紀元前125年-123年の間に生まれたとされるガイウス・スクリボニウス・クリオ（紀元前76年執政官）よりも年上と書かれている。
マクロビウスの『サトゥルナリア』から、リウィアヌスがポンティフェクス（神祇官）の一員であったことが分かる。おそらく、リウィアヌスが神祇官となったのは、同じく神祇官であった弟マルクスの死後であると推定される（神祇官は終身職）。リウィアヌスは政治歴の初期に、同盟市戦争に参加した。ティトゥス・リウィウスの『ローマ建国史』の本文は失われているが、その概略に「イタリア軍（反乱した同盟都市軍）がレガトゥス（副司令官）のアエミリウス・マメルクスに再び敗北した後、マルシ人の指導者で反乱の首謀者の一人であったクィントゥス・ポッパエディウス・シロは戦死した」と書かれている。現代の歴史学者の多くは、これが同一の戦闘での出来事と考えているが、二つの異なる戦闘とする意見もある。

### スッラ派として
同盟市戦争が完全に集結する前に、ローマではマリウス派とルキウス・コルネリウス・スッラとの間に内戦が勃発し、紀元前82年にスッラが勝利した。この戦争へのリウィアヌスの参加や、紀元前82年までの彼の活動に関しては、正確な記録がない。歴史学者A. キヴニーは、同盟市戦争の間、リウィアヌスは法務官クィントゥス・カエキリウス・メテッルス・ピウスの部下であった可能性があり、マリウス派がローマを占領した際には、ピウスと共に最初はアフリカ属州に、次にリグリアへと身を隠し、紀元前83年にスッラがイタリアに上陸した際にと合流したと推察している。アッピアノスによると、紀元前82年にアエミリウス・レピドゥス（リウィアヌスまたは親戚のマルクス）が、スッラに最後まで抵抗していたノルバを、裏切りによって陥落させたと書いている。ノルバの住民は「この裏切りに激怒して」集団自殺し、街は火事で壊滅した。
リウィアヌスはスッラの側近の中で重要な地位を占めていた。スッラは若きカエサル（マリウスの外甥）の殺害を命じるが、リウィアヌスとコッタ（ガイウス またはルキウス）は、カエサルの運命に大きな影響を与えた。二人はカエサルの血のつながった親戚あるいは義理の親戚であったが、この若者を助けるように懇願した。スッラはついには助命に同意したが、神のお告げか彼自身の本能のいずれかに従って叫んだ。「よかろう。カエサルを助けよう。しかし貴兄らが懸命に助命に努力している人物は、いつか貴兄と私が守ったオプティマテス（門閥派）の大義を破滅させるだろう。一人のカエサルは多くのマリウスなのだ！」。

### 執政官
執政官就任年とコルネリウス法の規定から逆算して、リウィアヌスは遅くとも紀元前81年には法務官に就任したはずである。紀元前79年末には執政官選挙に立候補する。おそらく彼はスッラの支援を受けていたと思われるが、若年ではあるが有能な軍人として知られていたグナエウス・ポンペイウスはリウィアヌスの親戚のマルクス・アエミリウス・レピドゥスを支援した。結果リウィアヌスは落選してしまう。キケロは敗北の理由にリウィアヌスがアエディリス（按察官）を経験していないことをあげている。
翌年もリウィアヌスは立候補した。スッラは既に死去していたが、実弟ドルススの友人であったガイウス・スクリボニウス・クリオがリウィアヌスに有利になるように立候補を取り下げたことが知られている（クリオは翌年の選挙で当選）。その結果、リウィアヌスは紀元前77年に執政官に就任した。同僚執政官はプレブスのデキムス・ユニウス・ブルトゥスであった。
このときヒスパニアはマリウス派の有能な軍人であったクィントゥス・セルトリウスに占領されていた。リウィアヌスは、この反乱鎮圧のための軍を率いることを断った。このため、ルキウス・マルキウス・ピリップス（紀元前91年執政官）が、当時公職についていなかったポンペイウスを司令官として派遣することと提唱した。この時、ある元老院議員が驚いて、ピリップスがポンペイウスを執政官代理（pro-consul）として送り出す必要があると考えているのかと尋ねたが、ピリップスは「そうではない。両執政官の代理としてだ（pro-consuls）」と答えた。このことは、リウィアヌスとブルトゥスが軍事的には無能であったことをほのめかしている。
サッルスティウスは、紀元前74年に法務官マルクス・アントニウス・クレティクスの下でレガトゥス（副司令官）を務め、リグリア沖で海賊と戦ったマメルクスに言及している。オロシウスによれば、紀元前73年にプロコンスル（前執政官）ルキウス・リキニウス・ルクッルスの下で第三次ミトリダテス戦争を戦った副司令官マメルクスが、ルキウス・ファンニウス（ローマ人の反逆者）とメトロファネスに勝利したとする。このマメルクスはリウィアヌスであると推定される。

### 晩年
紀元前70年、リウィアヌスは元老院筆頭となった。その後おそらく紀元前60年頃に死去したと思われる。

## 家族
クィントゥス・カエキリウス・メテッルス・ピウス・スキピオ・ナシカ（紀元前52年執政官）の妻エミリア・リピディアはリウィアヌスの娘の可能性がある。さらに、初代皇帝アウグストゥスの妻リウィア・ドルシッラの父であるマルクス・リウィウス・ドルスス・クラウディアウスは、通説のように弟ドルススの養子ではなくリウィアヌスの養子であると考える歴史学者もいる。

## 参考資料

### 古代の資料
- アッピアノス『ローマ史』
- ウァレリウス・マクシムス『有名言行録』
- ウェッレイウス・パテルクルス『ローマ世界の歴史』
- カピトリヌスのファスティ
- ティトゥス・リウィウス『ローマ建国史』
- マクロビウス『サトゥルナリア』
- オロシウス『異教徒に反論する歴史』
- プルタルコス『対比列伝』
- ガイウス・サッルスティウス・クリスプス『歴史』
- ガイウス・スエトニウス・トランクィッルス『皇帝伝』
- マルクス・トゥッリウス・キケロ『義務について』
- マルクス・トゥッリウス・キケロ『ピリッピカ』

### 研究書
- Egorov A. Julius Caesar. Political biography. - SPb. : Nestor-History, 2014 .-- 548 p. - ISBN 978-5-4469-0389-4 .
- Lyubimova O. Marriage unions as a political instrument in the era of the late Republic: the family of the triumvir Crassus // News of the Ural Federal University. - 2013. - No. 3 . - S. 22-37 .
- Lyubimova O. Octavian's Marriage in Libya: Benefits or Risks? // Bulletin of ancient history. - 2016. - No. 76/1 . - S. 85-107 .
- Lyubimova O., Tariverdiyeva S. The conflict between Caesar and Sulla: an adventure novel, propaganda or reality? // Studia Historica. - 2015. - No. 14 . - S. 66-97 .
- Badian E. Waiting for Sulla // JRS. - 1962 .-- T. 52 . - S. 47-61 .
- Broughton R. Magistrates of the Roman Republic. - New York, 1952. - Vol. II. - P. 558.
- Кeaveney A. Who were the Sullani? // Klio. - 1984 .-- T. 66 . - S. 114-150 .
- Klebs E. Aemilius 72 // RE. - 1893. - Bd. I, 1. - Kol. 554-556.
- Klebs E. Aemilius 80 // RE. - 1893. - Bd. I, 1. - Kol. 564.
- Münzer F. Römische Adelsparteien und Adelsfamilien. - Stuttgart, 1920. - P. 437.
- Münzer F. Scribonius 10 // RE. - 1921. - Bd. IIA, 1. - Kol. 862-867.
- Settipani C. Continuité gentilice et continuité sénatoriale dans les familles sénatoriales romaines à l'époque impériale. - Oxford, 2000 .-- 597 p. - ISBN 1-900934-02-7 .
- Sumner G. Orators in Cicero's Brutus: prosopography and chronology. - Toronto: University of Toronto Press, 1973 .-- 197 p. - ISBN 9780802052810 .